# Dominique Devenport
Dominique Devenport (Lucerna, 1º luglio 1996) è un'attrice, ballerina e modella svizzera con cittadinanza statunitense.

## Biografia
Dominique Devenport è nata il 1º luglio 1996 a Lucerna (Svizzera), da padre del Wisconsin (Stati Uniti) e da madre svizzera. Ha maturato la sua prima esperienza di recitazione con il teatro della scuola.

## Carriera
Dominique Devenport nel 2011 ha recitato nella serie Mistgrind. Nel 2012 ha preso parte al cast del film televisivo Nebelgrind diretto da Barbara Kulcsar e basato su una famiglia di contadini alle prese con il morbo di Alzheimer, dove ha interpretato il ruolo della figlia del contadino Toni. Nel 2013 ha ricoperto il ruolo di Natalie nel film Treno di notte per Lisbona (Night Train to Lisbon) diretto da Bille Augus e dove ha recitato al fianco dell'attore Jeremy Irons. L'anno successivo, nel 2014, ha recitato nella serie Gipfelstürmer e nel film Saline svizzere - scalatori diretto da Daniel Leuthold. Nel 2016 e nel 2017 ha completato un corso intensivo presso la Schauspielfabrik di Berlino. Dopo il diploma di maturità scientifica, dal 2017 al 2021 ha studiato recitazione presso la Otto Falckenberg School di Monaco di Baviera. Nel 2019 ha recitato nel cortometraggio On Stage.
Nell'ottobre 2021 ha presentato in anteprima al festival di Canneseries a Cannes la serie televisiva Sissi (Sisi) nel ruolo principale di Elisabetta d'Austria-Ungheria, accanto all'attore Jannik Schümann che aveva impersonato Franz Joseph I. Nel 2022 ha ricoperto il ruolo di Ellen nel film Der Passfâlscher diretto da Maggie Peren. Con l'inizio della stagione 2021-2022 diventa membro permanente dell'ensemble al Rostock Volkstheater. Nel 2023 ha ricoperto il ruolo della protagonista Johanna Gabathuler nella serie thriller di spionaggio Davos (Davos 1917) di SRF e ARD, insieme agli attori David Kross e Jeanette Hain.

### Lingue
Dominique Devenport oltre allo svizzero-tedesco, parla fluentemente l'inglese come lingua madre e il francese.

## Filmografia

### Cinema
- Treno di notte per Lisbona (Night Train to Lisbon), regia di Bille August (2013)
- Saline svizzere - scalatori, regia di Daniel Leuthold (2014)
- Der Passfâlscher, regia di Maggie Peren (2022)

### Televisione
- Mistgrind – serie TV, (2011)
- Nebelgrind, regia di Barbara Kulcsar – film TV, (2012)
- Gipfelstürmer – serie TV, (2014)
- Sissi (Sisi) – serie TV, (2021-2024)
- Davos (Davos 1917) – serie TV, 6 episodi (2023)

### Cortometraggi
- On Stage (2019)

## Teatro
- November 18 (Revolution & Wahnsinn), diretto da Moritz Hauthaler (2018)
- Rein Gold. Ein Bühnenessay, diretto da Christiane Pohle, presso il teatro Münchner Kammerspiele (2020)

## Doppiatrici italiane
Nelle versioni in italiano dei suoi film e delle sue serie TV, Dominique Devenport è stata doppiata da:
- Giorgia Brunori[25] in Sissi[26], in Davos[27]

## Riconoscimenti
- German Television Awards
  - 2023: Candidata come Miglior attrice per la serie Sissi (Sisi)[28][29]

- Giornate di Soletta
  - 2024: Vincitrice del premio Schweizer Fernsehfilmpreis come Miglior attrice protagonista per la serie Davos 1917[30]

- Jupiter Award
  - 2022: Vincitrice come Miglior attrice nazionale per la serie Sissi (Sisi)[31][32]

- Prix Walo
  - 2024: Vincitrice come Miglior attrice per la serie Davos 1917[33]
  - 2024: Candidata per il Premio del pubblico per la serie Davos 1917

- Romy Awards
  - 2022: Candidata come Scoperta femminile per la serie Sissi (Sisi)[34]